# Clarks Hill (Carolina del Sud)
Clarks Hill és una concentració de població designada pel cens dels Estats Units a l'estat de Carolina del Sud. Segons el cens del 2000 tenia 376 habitants.

## Demografia
Segons el cens del 2000, Clarks Hill tenia 376 habitants, 133 habitatges i 104 famílies. La densitat de població era de 45,4 habitants/km².
Dels 133 habitatges en un 35,3% hi vivien nens de menys de 18 anys, en un 43,6% hi vivien parelles casades, en un 29,3% dones solteres, i en un 21,8% no eren unitats familiars. En el 18% dels habitatges hi vivien persones soles el 6% de les quals corresponia a persones de 65 anys o més que vivien soles. El nombre mitjà de persones vivint en cada habitatge era de 2,83 i el nombre mitjà de persones que vivien en cada família era de 3,2.
Per edats la població es repartia de la següent manera: un 28,5% tenia menys de 18 anys, un 9% entre 18 i 24, un 30,9% entre 25 i 44, un 21,5% de 45 a 60 i un 10,1% 65 anys o més.
L'edat mediana era de 34 anys. Per cada 100 dones de 18 o més anys hi havia 83 homes.
La renda mediana per habitatge era de 28.269 $ i la renda mediana per família de 29.464 $. Els homes tenien una renda mediana de 26.731 $ mentre que les dones 22.411 $. La renda per capita de la població era de 10.305 $. Entorn del 21,1% de les famílies i el 16,3% de la població estaven per davall del llindar de pobresa.

## Poblacions més properes
El següent diagrama mostra les poblacions més properes.